# Правило F/16
Пра́вило f/16, Со́лнечно 16 (англ. Sunny 16) — эмпирическая закономерность, позволяющая определять корректную экспозицию при фото- и киносъёмке без фотоэлектрического экспонометра. Этот метод был широко распространён во времена чёрно-белой фотографии, и пригоден для натурной съёмки на негативные фотоматериалы, обладающие большой фотографической широтой. Для обращаемых фотоматериалов и цифровой фотографии точность метода недостаточна. Кроме того, правило применимо только в средних широтах при съёмке в дневное время и вне помещений, когда объект освещён солнцем или небосводом. В современной фотографии правило может служить ориентиром при инструментальном измерении экспозиции нестандартных объектов.

## Описание
Суть правила заключается в том, что при съёмке в яркий солнечный день нормальная экспозиция достигается при диафрагме, равной f/16 и выдержке, знаменатель которой приблизительно равен значению светочувствительности фотоматериала в единицах ISO. То есть, при чувствительности ISO 100 приемлемая экспозиция получится при диафрагме f/16 и выдержке около 1/100 секунды.
В случае отсутствия на шкале выдержек значения, точно соответствующего светочувствительности, выбирается ближайшее из имеющихся. Например, для фотоматериала чувствительностью ISO 400 подойдёт выдержка 1/500 секунды. Незначительная разница, не превышающая 1/3 ступени, считается допустимой, поскольку метод сам по себе является приблизительным.
При других погодных условиях выдержка также выбирается в соответствии со светочувствительностью фотоматериала, а диафрагма устанавливается согласно приведённой таблице:
| Диафрагма            | Условия освещения            | Характер теней                 |
| -------------------- | ---------------------------- | ------------------------------ |
| f/22                 | Снег или песчаный пляж       | Подсвечены сильными рефлексами |
| f/16                 | Солнечно                     | Отчётливые                     |
| f/11                 | Солнце в дымке               | Малоконтрастные                |
| f/8                  | Светлая облачность           | Отсутствуют                    |
| f/5,6                | Пасмурно                     | Отсутствуют                    |
| Добавить две ступени | Объект находится в тени[* 2] | —                              |
Правило позволяет рассчитать базовую экспозиционную пару, которая может быть изменена в соответствии с законом взаимозаместимости. Так, экспозиция при выдержке 1/250 и диафрагме f/16 для плёнки ISO 200 в солнечную погоду эквивалентна получаемой при экспозиционных параметрах 1/2000 и f/5,6. При киносъёмке расчёт производится для выдержки 1/60 секунды, соответствующей частоте 24 кадра в секунду при угле раскрытия обтюратора 170°. В этом случае та же экспозиция достигается при диафрагме f/32. При отсутствии у объектива такого значения диафрагмы используется нейтральный светофильтр или уменьшение угла раскрытия обтюратора, если имеется такая возможность.
Правило основано на понятии экспозиционного числа, разработанного в рамках аддитивной системы экспонометрии APEX. 
Таблица соответствия световых условий конкретным экспозиционным числам позволяет вычислять корректную экспозицию для более сложных условий.
В СССР система APEX не получила распространения, и для эмпирического определения экспозиции использовались более сложные правила, которые учитывали больше факторов и были пригодны в том числе в помещении, и не только в дневное время. Однако, они требовали вычислений на основе нескольких таблиц, не поддающихся быстрому запоминанию.

## Погодные символы
Принцип, аналогичный правилу F/16 был заложен в основу аппаратуры, основанной на установке экспозиции по символам погоды, доступной в недорогих фотоаппаратах и кинокамерах. Например, фотоаппарат «Minolta Weathermatic-A» при единственной выдержке 1/200 секунды предусматривал три значения диафрагмы: для солнечной погоды, облачности и съёмки со вспышкой. Каждое значение обозначалось соответствующим символом. Погодные символы на экспозиционных шкалах присутствовали также в фотоаппаратах «Kodak Retina» моделей S1 и S2. 
В СССР система использовалась в некоторых моделях фотоаппаратов «Смена» и в простейших кинокамерах, например, «ЛОМО-216» и «Аврора-10». Отличие состояло в том, что значение символов никак не было связано с числовым выражением чувствительности и назначалось производителем. При этом в некоторых фотоаппаратах зависимость была обратной: выдержка привязывалась к состоянию небосвода, а диафрагма — к светочувствительности.

### Фотоаппараты «Смена» и «ЛОМО»
В фотоаппаратах семейств «Смена» и «ЛОМО-135» использовалась подобная система определения правильной экспозиции. Её установка была возможна по символам погоды. Для этого кольца выдержки и диафрагмы снабжались дополнительными шкалами (табличный экспонометр). Шкале значений диафрагм сопутствовала шкала светочувствительности фотоплёнки, а шкале выдержек — шкала символов погоды.

### Фотоаппарат «Вилия»
В фотоаппарате «Вилия» на кольцо установки выдержек нанесена шкала светочувствительности фотоплёнки, а значения диафрагмы устанавливались в соответствии с погодой, в поле зрения видоискателя виден подвижный указатель, который необходимо было совместить с нужной пиктограммой («ясно», «солнце в дымке», «облачно», «пасмурно», «грозовые тучи»).